# میجخووو
میجخووو (به لاتین: Miedzichowo) یک روستا در لهستان است که در شهرستان نوو تومشل واقع شده‌است. میجخووو ۴۷۱ نفر جمعیت دارد.